# NGC 2647
NGC 2647 is een compact sterrenstelsel in het sterrenbeeld Kreeft. Het hemelobject werd op 30 oktober 1864 ontdekt door de Duitse astronoom Albert Marth.

## Messier 44 (Bijenkorf)
NGC 2647 bevindt zich, vanaf de aarde gezien, schijnbaar net ten oosten van de open sterrenhoop Messier 44, ook bekend als de bijenkorf.

## Synoniemen
- ZWG 89.68
- NPM1G +19.0188
- PGC 24463